# Primera División de Serbia y Montenegro 2004-05
La Primera División de Serbia y Montenegro en su temporada 2004-05, fue la 13ª edición del torneo; el campeón fue el club Partizan de Belgrado que consiguió su 19° título en su historia.

## Formato de competición
Los mejores dieciséis clubes del país participaron en la competición y se agrupan en un único grupo en que se enfrentan dos veces a sus oponentes en dos ruedas (ida y vuelta). Al final de la temporada los últimos cuatro de la clasificación son relegados y sustituidos por los cuatro mejores clubes de la Segunda Liga.

## Primera Liga
| Pos | Club                   | PJ | PG | PE | PP | GF | GC | DG  | Pts |
| --- | ---------------------- | -- | -- | -- | -- | -- | -- | --- | --- |
| 1.  | Partizan Belgrado      | 30 | 25 | 5  | 0  | 81 | 20 | +61 | 80  |
| 2.  | Estrella Roja Belgrado | 30 | 23 | 5  | 2  | 66 | 18 | +48 | 74  |
| 3.  | Zeta Golubovci         | 30 | 18 | 5  | 7  | 52 | 30 | +22 | 59  |
| 4.  | OFK Belgrado           | 30 | 16 | 2  | 12 | 51 | 36 | +15 | 50  |
| 5.  | Zemun Belgrado         | 30 | 12 | 7  | 11 | 31 | 34 | -3  | 43  |
| 6.  | Budućnost Podgorica    | 30 | 12 | 5  | 13 | 37 | 37 | 0   | 41  |
| 7.  | Hajduk Kula            | 30 | 10 | 9  | 11 | 34 | 37 | -3  | 39  |
| 8.  | Vojvodina Novi Sad     | 30 | 10 | 8  | 12 | 31 | 37 | -6  | 38  |
| 9.  | Železnik Belgrado      | 30 | 11 | 5  | 14 | 38 | 45 | -7  | 38  |
| 10. | FK Smederevo           | 30 | 9  | 10 | 11 | 28 | 36 | -8  | 37  |
| 11. | Obilić Belgrado        | 30 | 10 | 6  | 14 | 35 | 47 | -12 | 36  |
| 12. | Radnički Belgrado      | 30 | 10 | 5  | 15 | 33 | 38 | -5  | 35  |
| 13. | Borac Čačak            | 30 | 9  | 7  | 14 | 34 | 44 | -10 | 34  |
| 14. | Čukarički Belgrado     | 30 | 8  | 8  | 14 | 32 | 41 | -9  | 32  |
| 15. | Sutjeska Nikšić        | 30 | 5  | 7  | 18 | 21 | 48 | -27 | 22  |
| 16. | Hajduk Belgrado        | 30 | 2  | 6  | 22 | 20 | 76 | -56 | 11  |

|  | Campeón y clasificado a Liga de Campeones de Europa |
|  | Clasificado a Copa de la UEFA                       |
|  | Descendido a Segunda Liga                           |

### Máximos Goleadores
| Goles          | Jugador       | Club |
| -------------- | ------------- | ---- |
| Marko Pantelić | Estrella Roja | 21   |

### Plantel Campeón
- La siguiente es la plantilla del equipo campeón Partizan de Belgrado.

| FK Partizan |
| Porteros: Ivica Kralj (24), Đorđe Pantić (7), Nemanja Jovšić (1). Defensas: Milivoje Ćirković (9), Zoran Mirković (23), Branimir Bajić (4), Kim Chi-Woo (8), Nenad Đorđević (27), Ifeanyi Emeghara (24), Milovan Milović (15), Nemanja Rnić (17), Dragoljub Jeremić (2),. Mediocampistas: Simon Vukčević (26), Nenad Brnović (25), Dragan Ćirić (13), Miroslav Radović (19), Branimir Petrović (18), Ivan Tomić (24), Saša Ilić (22), Albert Nađ (20), Milan Srećo (1), Stefan Babović (9), Milan Smiljanić (2), Branislav Atanacković (2) Delanteros: Pierre Boya (22), Srđan Radonjić (17), Obiora Odita (12), Nikola Grubješić (23), Bojan Brnović (1), Nenad Marinković (1), Entrenador: Vladimir Vermezović. |

## Segunda Liga

### Grupo SRBIJA (Serbia)
| Pos | Club                    | PJ | PG | PE | PP | GF | GC | DG  | Pts |
| --- | ----------------------- | -- | -- | -- | -- | -- | -- | --- | --- |
| 1.  | Buducnost Banatski Dvor | 38 | 22 | 10 | 6  | 69 | 34 | +35 | 76  |
| 2.  | Javor Ivanjica          | 38 | 22 | 8  | 8  | 44 | 30 | +14 | 74  |
| 3.  | Rad Belgrado            | 38 | 21 | 8  | 9  | 64 | 30 | +34 | 71  |
| 4.  | Mladost Apatin          | 38 | 17 | 12 | 9  | 50 | 31 | +19 | 63  |
| 5.  | Bežanija Novi Beograd   | 38 | 17 | 7  | 14 | 59 | 53 | +6  | 58  |
| 6.  | Napredak Krusevac       | 38 | 14 | 13 | 11 | 46 | 37 | +9  | 55  |
| 7.  | Jedinstvo Ub            | 38 | 13 | 14 | 11 | 44 | 35 | +9  | 53  |
| 8.  | Spartak Subotica        | 38 | 13 | 13 | 12 | 53 | 44 | +9  | 52  |
| 9.  | SREM Sremska Mitrovica  | 38 | 15 | 7  | 16 | 50 | 48 | +2  | 52  |
| 10. | FK Novi Pazar           | 38 | 14 | 10 | 14 | 37 | 39 | -2  | 52  |
| 11. | Mačva Šabac             | 38 | 14 | 10 | 14 | 44 | 51 | -7  | 52  |
| 12. | Voždovac Belgrado       | 38 | 12 | 15 | 11 | 46 | 37 | 9   | 51  |
| 13. | FK Novi Sad             | 38 | 15 | 6  | 17 | 43 | 40 | +3  | 51  |
| 14. | OFK Nis                 | 38 | 13 | 11 | 14 | 39 | 47 | -8  | 50  |
| 15. | Radnicki Nis            | 38 | 13 | 10 | 15 | 40 | 44 | -4  | 49  |
| 16. | Vlasina Vlasotince      | 38 | 15 | 3  | 20 | 45 | 53 | -8  | 48  |
| 17. | Radnički Obrenovac      | 38 | 11 | 10 | 17 | 26 | 50 | -24 | 43  |
| 18. | Proleter Zrenjanin      | 38 | 11 | 7  | 20 | 38 | 59 | -21 | 40  |
| 19. | Kosanica Kuršumlija     | 38 | 6  | 11 | 21 | 22 | 64 | -42 | 29  |
| 20. | Mladost Lučani          | 38 | 7  | 5  | 26 | 27 | 60 | -33 | 26  |

### Grupo CRNA GORA (Montenegro)
| Pos | Club                   | PJ | PG | PE | PP | GF | GC | DG  | Pts |
| --- | ---------------------- | -- | -- | -- | -- | -- | -- | --- | --- |
| 1.  | Jedinstvo Bijelo Polje | 36 | 19 | 11 | 6  | 57 | 26 | +31 | 68  |
| 2.  | Kom Podgorica          | 36 | 16 | 10 | 10 | 54 | 30 | +24 | 58  |
| 3.  | Decic Tuzi             | 36 | 12 | 19 | 5  | 40 | 27 | +13 | 55  |
| 4.  | Rudar Pljevlja         | 36 | 13 | 12 | 11 | 38 | 39 | -1  | 51  |
| 5.  | FK Petrovac            | 36 | 12 | 9  | 15 | 34 | 38 | -4  | 45  |
| 6.  | Mogren Budva           | 36 | 11 | 12 | 13 | 40 | 46 | -6  | 45  |
| 7.  | Grbalj Radanovići      | 36 | 11 | 10 | 15 | 36 | 50 | -14 | 43  |
| 8.  | Bokelj Kotor           | 36 | 10 | 11 | 15 | 30 | 40 | -10 | 41  |
| 9.  | FK Mornar Bar          | 36 | 10 | 9  | 17 | 31 | 46 | -15 | 39  |
| 10. | Mladost Podgorica      | 36 | 9  | 11 | 16 | 31 | 49 | -18 | 38  |